# 548년

## 연호
- 남량(南梁) 태청(太淸) 2년
- 동위(東魏) 무정(武定) 6년
- 서위(西魏) 대통(大統) 14년
- 신라(新羅) 건원(建元) 13년
- 베트남 전 리 왕조(前李朝) 천덕(天德) 5년

## 기년
- 남량(南梁) 무제(武帝) 47년
- 동위(東魏) 효정제(孝靜帝) 15년
- 서위(西魏) 경문제(景文帝) 14년
- 신라(新羅) 진흥왕(眞興王) 9년
- 고구려(高句麗) 양원왕(陽原王) 4년
- 백제(百濟) 성왕(聖王) 26년

## 사건
- 중국 난징에서 후경의 난 일어남
- 8월 31일(윤 7월 12일) - 백제 사신 약엽례(掠葉禮)가 백제로 귀환함.

## 사망
- 6월 28일 - 비잔티움 제국 유스티니아누스 1세의 부인 테오도라